# Đảo Quadra
Đảo Quadra là một hòn đảo nằm ở bờ phía Đông đảo Vancouver, tỉnh bang British Columbia, Canada. Đảo là một phần của quần đảo Discovery, thuộc quận vùng Strathcona. Năm 1903, nó được đặt tên sau khi nhà thám hiểm người Tây Ban Nha tên là Juan Francisco de la Bodega y Quadra người khám phá và định cư ở khu vực đảo Vancouver trong cuối thế kỷ 18.

## Liên kết
- Discovery Islands Gallery:  DIG Quadra Island - rotating exhibits of fine arts from the Discovery Islands Lưu trữ ngày 8 tháng 5 năm 2013 tại Wayback Machine
- Quadra Island - Heart and hub of the Discovery Islands
- Quadra Island, British Columbia, Canada Lưu trữ ngày 18 tháng 3 năm 2013 tại Wayback Machine
- Quadra Island History, British Columbia, Canada Lưu trữ ngày 16 tháng 3 năm 2013 tại Wayback Machine